# トンペー (お笑い芸人)
トンペーは、日本のお笑い芸人。ライジング・アップ所属。

## 人物
体重72 kg、足の大きさ29 cm。
趣味は格闘技観戦、プロ野球観戦、映画鑑賞、将棋(3級)、温泉巡り。
特技は芸能界一格闘技に詳しいこと、泣いているこどもを一発で泣きやませられる。
普通自動車免許を所持している。

## 来歴
NSC大阪校32期出身。
18歳から約10年間フリーとして活動し、2019年8月9日にてライジング・アップへの所属が決まる。

## 芸風
司会またはキャラクターに扮しての漫談を得意とする。K-1、PRIDE、RIZINなどの全試合を観戦してきたため格闘技関係のイベントもこなしている。
中西マンとのユニット「中西トンペー」としてM-1グランプリに出場経験がある。

## 出演

### テレビ
- ピラメキーノ（テレビ東京）
- マルコポロリ!（関西テレビ）
- 爆笑そっくりものまね紅白歌合戦スペシャル（フジテレビ）
- 有田ジェネレーション（TBS）[5]

### テレビドラマ
- リバースエッジ 大川端探偵社 第6話（2014年5月24日、テレビ東京） - ビラ配りの芸人 役
- トップナイフ 第6話（2020年2月15日、日本テレビ） - 元高校球児 役